# Harald Hasselgren
Harald Hasselgren, född 21 september 1676, död 6 mars 1755, var en svensk professor och präst.
Hasselgren föddes i Leksbergs socken vid Mariestad, där hans far Harald Hasselgren vid den tiden var skolrektor, hans mor Anna Engelbrechtsdotter var från Uppsala, där hennes far varit slottsfogde.
Efter att ha genomgått Skara trivialskola och gymnasium, sändes han 1696 till Uppsala universitet. Han kom tidigt att intressera sig för de orientaliska språken, och studerade Lillieblads (före adlandet Peringer) undervisningar i syriska och arabiska. Han fick undervisning av en omvänd jude från Kraków, Moses Ben Aaron, som efter omvändelsen kallad sig Johan Kemper, i kaldeiska, hebreiska och jiddish. Han gjorde flera översättningar av skrifter från österländska språk.
1708 förordnades Hasselgren till professor i grekiska och österländska språk i Greifswald. När sachsarna inryckte i Pommern 1711 tvingades han ta sig hem till Sverige, där han inte erhöll någon tjänst förrän 1729, när kyrkoherdebefattningen i Broddetorps socken blev ledig. Hans stora bibliotek i prästgården förstördes av en vådeld.